# Emerton, New South Wales
Emerton este o suburbie în Sydney, Australia.